# Lysionotus metuoensis
Lysionotus metuoensis är en tvåhjärtbladig växtart som beskrevs av Wen Tsai Wang. Lysionotus metuoensis ingår i släktet Lysionotus och familjen Gesneriaceae. Inga underarter finns listade i Catalogue of Life.